# ニューラテンクォーター
ニューラテンクォーター（New Latin Quarter）は、かつて東京に存在した高級ナイトクラブである。ステージショーを主体としたナイトクラブの日本における先駆けで、海外の有名歌手を次々と出演させ、伝説的な社交場となった。後述のように住所は永田町だが、外堀通りに面した立地で通り向かいが港区赤坂であるため、「赤坂のニューラテンクォーター」と呼ばれた。

## 概要
赤坂見附交差点および赤坂見附駅至近である外堀通りと日比谷高校の間に存在したホテルニュージャパン地下に1959年12月14日、九州社交界の大立者で「中州のキャバレー王」と呼ばれた山本観光株式会社の山本平八郎を社長として、敷地面積660坪、卓数300、ホステスなど従業員200人以上を抱えてオープン。会長に児玉誉士夫の側近で平八郎のいとこの吉田彦太郎、副社長に平八郎の長男・山本信太郎、平八郎の妻・浅子がママとして経営にあたった。顧問に日本青年社会長で住吉連合（現・住吉会）小林会会長の小林楠扶。
店名は1953年に開業し3年後に焼失したアメリカ軍将兵の慰安用ナイトクラブ「ラテンクォーター」跡地に建てられたためつけられたと、ニューラテンクォーター元営業部長の諸岡寛司（1935年 - ）は証言している。ラテンクォーターは、カルチェ・ラタンの英語名である。「ラテンクォーター」の前にあった二・二六事件のさい反乱軍が立てこもった日本料亭「幸楽」も焼失している。ちなみに幸楽が西小山から赤坂の旧雨宮邸に移ったのも焼失が原因であった。
ラテンクォーター跡地に藤山愛一郎がホテルを建設することになり、その地下に総工費1億40000万円をかけて開業。当時のコンサートホール設計の第一人者・佐藤武夫が音響設計にあたり、国内・海外から有名歌手やタレントを招聘して、ショーを開催した。特徴として、チャージ（料金）が高額であったとする証言がある。1973年の開店15周年記念にはトム・ジョーンズのショーを行ない、出演料10万ドル（当時約3400万円）は一夜の最高額としてギネスブックにも記載された。平均的な月給が6万円の時代に当日のカバーチャージは12万円だった。東洋一のナイトクラブと言われ、客としてショーン・コネリー、ハリソン・フォード、ロバート・デ・ニーロ、ロバート・レッドフォード、モハメド・アリ、フランク・シナトラなどの海外著名人も多数来店した。
1979年にビルの所有が大日本製糖から横井英樹に変わると、家賃が月40万円が1千万円となったためクラブ側が訴えて裁判となり、最終的に廣済堂会長の櫻井義晃に売却された。
店の地上で営業していたホテルニュージャパンは1982年2月8日に火災事件を起こし営業停止処分を受けて廃業したが、ニューラテンクォーターはその後もひっそりと営業を続けた。しかし、1989年5月27日に当時のオーナーであった櫻井義晃（廣済堂創業者）が店を閉じた。

## 主な出演者
- ルイ・アームストロング
- ナット・キング・コール
- ダイアナ・ロス
- パティ・ペイジ
- サミー・デイヴィスJr.
- 森進一
- 朝丘雪路
- いしだあゆみ
- 五木ひろし
- 西城秀樹
- ピンク・レディー
- トリオ・ロス・パンチョス
- コニー・フランシス
- パット・ブーン
- ジュリー・ロンドン
- ハリー・ジェームス楽団
- トニー・ウィリアムズ
- ヘレン・メリル
- ザ・プラターズ
- アール・グラント
- ベニー・グッドマン
- トム・ジョーンズ

など（出典：）
専属司会者にE・H・エリックがいた。

## 出演交渉
出演交渉はキョードー東京の前身である協同企画が行なった。協同企画には社長の永島達司、幹部の内野二朗、嵐田三郎がいた。
永島は開店前からの協力者で、海外アーチストの招聘のほか、同店にカバーチャージシステムを導入した。これにより、同店の料金システムは飲食代のチャージ、ホステスのチャージ、ショーのカバーチャージの3本立てとなり、こけら落としに出演したトリオ・ロス・パンチョスのチャージは600円、ナット・キング・コールは1500円だった(当時サラリーマンの月収が1万～2万円。飲み物はカクテルが1杯2千円前後をとっていた)。

## やくざ
やくざの縄張りは明治の大親分、川越勘次の舎弟分だった一力大五郎こと長谷川勇次郎より継承した住吉一家の勢力圏にあったため住吉一家は住吉連合本部長の小林楠扶を顧問としてつけていたとも、実際の後見役は児玉機関であったとも証言がある。藤山愛一郎も児玉誉士夫も国家的見地からナイトクラブ建設に乗り出したのではないかとする見方がある。

## 事件
1963年に力道山の刺傷事件が起きた（詳細は力道山を参照）。所轄署は麹町警察署で、風俗営業法等のもとで取締りにあたっていた。

## 関連文献
- 山本信太郎（元社長）『東京アンダーナイト』（廣済堂出版、2007年）ISBN 9784331512067
  - 『東京アンダーナイト～“夜の昭和史”ニューラテンクォーター・ストーリー』（廣済堂文庫、2011年）ISBN 9784331654828
- 山本信太郎（続編）『昭和が愛したニューラテンクォーター～ナイトクラブ・オーナーが築いた戦後ショービジネス』（DU BOOKS、2013年）ISBN 9784925064781
- 諸岡寛司（元営業部長）『赤坂ナイトクラブの光と影「ニューラテンクォーター」物語』（講談社、2003年）ISBN 9784062117371
- 山平重樹『実録 赤坂「ニューラテンクォーター」物語』（双葉社、2020年）ISBN 9784575315868。実録小説